# Trung Lương, Bình Lục
Trung Lương (忠良) là một xã thuộc huyện Bình Lục, tỉnh Hà Nam, Việt Nam.
Xã Trung Lương có diện tích 8,41 km², dân số năm 1999 là 6983 người, mật độ dân số đạt 830 người/km².

## Di tích

### Đình Hạ Vị
Đình Hạ Vị thờ Đương Chu tại quê nhà, là tướng nhà Đinh được Đinh Bộ Lĩnh cử làm sứ giả đi đến các đạo để chiêu mộ quân sĩ. Đình Vị Hạ có nhiều mảng chạm khắc có tính nghệ thuật cao thể hiện ở sự phong phú, đa dạng của đề tài, cùng phong cách thể hiện độc đáo. Ngoài những mô típ phổ biến thường gặp ở nhiều di tích như "Tứ linh", "Tứ quý", nghê chầu, họa chanh, chữ thọ, những đồ thờ tự, câu đối, đại tự… ở ngôi đình này còn có một số mảng chạm khắc độc đáo.
Di tích lịch sử văn hoá đình Hướng Nghĩa, xã Minh Thuận (Vụ Bản, Nam Định) cũng là nơi thờ Đương Chu trên vùng đất ông lập nghiệp, theo nhà Đinh dẹp loạn 12 sứ quân.

### Đình Mai Động
Đình Mai Động thờ 2 anh em Phạm Hán và Phạm Phổ có công đánh dẹp sứ quân Phạm Phòng Át và Ngô Nam và làm quan dưới triều Đinh.
Phạm Hán và Phạm Phổ là hai người con sinh đôi của hai Cụ Phạm Tuyên và Trần Thị Ngoạn. Tổ tiên của cụ Phạm Tuyên phát tích từ đất Ái Châu về cư ngự ở Đạo Sơn Nam. Trước cảnh đất nước bị 12 sứ quân nổi loạn. Hai ông đã tự đứng lên chiêu mộ binh sỹ, tích lũy lương thảo, luyện tập võ nghệ, giao kết với anh hùng bốn bể để tìm chọn vị minh quân. Vua Đinh cho ông Phạm Hán giữ chức Tham mưu, ông Phạm Phổ giữ chức Đại thống. Sau khi dẹp loạn 12 sứ quân xong, Đinh Bộ Lĩnh lên ngôi Hoàng đế lấy hiệu là Đinh Tiên Hoàng đế phong cho Phạm Hán chức Đinh an công, ông Phạm Phổ chức Thống lĩnh chư quân. Được thực ấp ngàn bộ. Hai ông làm lễ lậy mừng rồi trở về đất Mai khu lập hành cung.